# Barcza Attila
Barcza Attila (Kapuvár, 1985. február 20. –) testnevelő szakos tanár és politikus; 2018. május 8. óta a Fidesz – Magyar Polgári Szövetség országgyűlési képviselője. Sopronban él.

## Családja
Barcza Attila felesége Barczáné Sudár Mónika. Barcza Attila fia Barcza Attila.

## Életrajz

### Tanulmányai
2004 és 2008 között a Berzsenyi Dániel Főiskolán háztartásökonómia–életvitel–testnevelés szakos tanár, valamint kis- és középvállalkozási szakmenedzser képzésen tanult. 2008 és 2009 között a Nyugat-magyarországi  Egyetem Savaria Egyetemi Központján okleveles testnevelő mesterképzésen tanult, majd 2011 és 2012 között okleveles rekreáció irányító mesterképzésen vett részt turisztika szakirányon.
2011-ben a Pécsi Tudományegyetem Földtudományok Doktori Iskola turizmusföldrajz PhD levelező képzésén kezdett el részt venni, ahol a kutatási témája a Sopron és a Fertő-táj turisztikája lett. A PhD állapota abszolutórium.
C-típusú középfokú angol és A-típusú alapfokú német nyelvvizsgája van.

### Politikai pályafutása
2006-ban és 2010-ben Sarród független önkormányzati képviselőjének lett megválasztva.
2010-től a soproni Ifjúsági Kereszténydemokrata Szövetség tagja, 2012-től elnöke.
2014 és 2018 között Sopron önkormányzati képviselője volt.
2015. szeptember 15-től a Fidesz – Magyar Polgári Szövetség soproni szervezetének az elnöke, ettől az évtől az Ifjúsági Kereszténydemokrata Szövetség országos alelnöke is.
2018. május 8. óta a Fidesz – Magyar Polgári Szövetség országgyűlési képviselője.